# Ромбовидная тетра
Ромбовидная тетра, или тетрагоноптер (лат. Hyphessobrycon anisitsi) — вид пресноводных лучепёрых рыб семейства харациновых.

## Описание
Ромбовидная тетра имеет вытянутое, сильно сглаженное с боков тело длиной от 6 до 8 см. Её окрас серебристый, спина коричнево-оливкового цвета, хвостовой, анальный и брюшные плавники красноватые или желтоватые. Верхняя половина радужины красная. У основания хвоста расположено тёмное, ромбовидное пятно. Самцы стройнее и имеют более яркую окраску плавников, самки более неуклюжи, особенно во время размножения.

## Ареал
Ромбовидная тетра обитает в Южной Америке в бассейнах рек Парана и Уругвай.

## Образ жизни
Ромбовидная тетра — стайная рыба. Она питается червями, ракообразными, насекомыми и растениями. В период нереста самки откладывают до 1000 яиц. Мальки проскальзывают в зависимости от температуры воды от 24 до 48 часов и через 4 до 5 дней уплывают.